# Pokémon: Venti di Paldea
Pokémon: Venti di Paldea (放課後のブレス?, Hōkago no buresu) è una serie ONA ambientata nel mondo immaginario di Pokémon. Non fa parte della serie principale ma è un'anime a sé stante che segue le ambientazioni e la trama dei giochi Pokémon Scarlatto e Violetto. La serie, prodotta da Wit Studio (che già si era occupato, per lo stesso franchise, dell'anime La neve di Hisui), è stata annunciata all'interno del Pokémon Presents dell'8 agosto 2023, alla vigilia dei Campionati mondiali Pokémon 2023. Il primo episodio è stato pubblicato in contemporanea sui canali YouTube ufficiali giapponesi e inglesi il 6 settembre dello stesso anno.

## Episodi
| Nº | Titolo italiano Giapponese 「Kanji」 - Rōmaji      | In onda          | In onda           |
| Nº | Titolo italiano Giapponese 「Kanji」 - Rōmaji      | Giapponese       | Italiano          |
| 1  | Espira 「息をふく」 - Iki o fuku                   | 6 settembre 2023 | 29 settembre 2023 |
| 2  | Inspira 「息をのむ」 - Iki o nomu                  | 18 ottobre 2023  | 18 ottobre 2023   |
| 3  | Fai un bel respiro 「息をつく」 - Iki o tsuku      | 22 novembre 2023 | 22 novembre 2023  |
| 4  | Respirare insieme 「息を合わせて」 - Iki o awasete | 13 dicembre 2023 | 13 dicembre 2023  |